# Хаджийский, Мишо
Мишо (Михаил) Пантелеевич Хаджийский — болгарский писатель, историк, публицист, общественный деятель, лидер и национальный герой таврических болгар времён Второй мировой войны, жертва коммунистических репрессий.

## Биография
Михаил Хаджийский родился 27 ноября 1916 года в селе таврических болгар Инзовка. В «златной Инзовке», как называли её болгары, обосновавшиеся на руинах ногайского аула Орманджи. Предки Хаджийского на протяжении всего лишь одного столетия успели побывать в подданстве Турции, Российской империи, Молдавского княжества, Румынии и снова Российской империи. Мишо появился на свет в самый разгар Первой мировой войны, в которой родина его предков воевала против России. Его отец Пантелей Хаджийский, призванный в Русскую армию, погиб в 1917 году в Петрограде. Обстоятельства его смерти доподлинно неизвестны.
Гражданская война сделала Таврию ареной кровавых сражений. В 1918—1919 годах в болгарские села приезжали эмиссары Нестора Махно, с призывом вступить в ряды его «армии». Как позднее отмечал Мишо Хаджийский в своей книге «Българи в Таврия», болгарские села среди всеобщей анархии сохранили своё самоуправление. В них были оставлены старосты, писари, было сформировано народное ополчение. Нестор Махно не особо противился этому. В голодном 1921 году умерла мать Мишо. Мальчика взял на воспитание его дед Иван Хаджийский.

В 1930 году Мишо закончил неполную среднюю школу в Инзовке, а в 1933 году — Педагогический техникум в Преславе, где до 1936 года преподавание велось на болгарском языке. На глазах Хаджийского разворачивалась трагедия раскулачивания и Голодомора. 
Пустые сёла, трупы умерших на дорогах, на улицах. Умерших не погребали, ибо некому было копать могилы... Были случаи людоедства.. Радио передавало в то время весёлые шлягеры!
 — писал позднее Хаджийский. В том же 1933 году Мишо Хаджийский поступил на филфак Киевского государственного университета, который в 1937 году успешно закончил. В студенческие годы Мишо начал сотрудничать в болгарских журналах, выходивших тогда на Украине, участвовал он и в работе Болгарского государственного театра Украины.
В июне 1941 года Хаджийский был мобилизован в РККА. Наскоро сформированная часть вскоре попала в плен, но Хаджийскому удалось бежать и добраться до родного села, оккупированного немцами. В мае 1942 года «смелый бунтарь, непокорный Мишо Хаджийский» прибыл в Болгарию, с целью ознакомить болгарскую общественность с ужасным положением, в котором оказались таврические болгары и, вообще, болгары Украины. А по пути на родину предков посетил Болгарское посольство в Бухаресте. Хаджийский представил послу письмо-обращение на имя царя Бориса III, с просьбой принять таврических болгар в Болгарское царство. В 1942—1944 годы Мишо Хаджийский выступает с докладами на тему «Българите в Украйна», поднимая свой голос в защиту болгар Таврии и Бессарабии, притесняемых немецкими оккупантами, угоняемых на тыловые работы в Германию. Более того: 27-летний юноша выступает инициатором создания Института изучения Таврии, куда он привлёк профессоров Стояна Романского, Бориса Йоцова и Петра Динекова, писателей Ангела Каралийчева, Стилияна Чилигирова, Николу Фурнаджиева, литературного критика Владимира Василева. Одновременно Хаджийский пишет статьи в болгарской периодике, обращаясь к болгарским государственным структурам с мольбой содействовать переселению этнических болгар из Таврии в Болгарию. Он выехал на Украину, лично возглавил первую группу обратных переселенцев, добыл лошадей и подводы. В марте 1944 года 1500 таврических болгар, во главе с Мишо Хаджийским, достигли болгарских пределов и были поселены, главным образом, в Южной Добрудже, в городе Добрич и его окрестностях. 28 август 1944 года в церкви «Света Троица» села Боровица (близ Белоградчика Мишо Хаджийский обвенчался с Савкой Николаевой. Совместной жизни им предстояло 100 дней.
После государственного переворота 9 сентября 1944 года, произведённого генералом Кимоном Георгиевым совместно с коммунистами-димитровцами, 26 сентября 1944 года Хаджийский был арестован, в полиции его подвергли пыткам. В список литературы, подлежащей изъятию, согласно ХІІ Постановлению Министерского совета от 6 октября 1944 года, были включены его книги «Българи в Таврия» и «Пуста чужда чужбина». После чего 16 ноября 1944 года он был освобождён. Между тем, 22 ноября последовала телефонограмма генералиссимуса Сталина — маршалу Толбухину, содержавшая указание о принудительном возвращении таврических болгар в СССР. 7 декабря 1944 года, в Белоградчике, Хаджийского снова попытались арестовать, однако, он покончил с собой.
В июне 2015 года в Инзовке установлена мемориальная доска в честь Мишо Хаджийского. На церемонию из Болгарии прибыл друг Хаджийского — полковник Дянко Марков. Он зачитал приветственное письмо Савки Николаевой — ныне здравствующей вдовы Мишо Хаджийского.

## Писательская деятельность
Мишо Хаджийский публиковал свои первые произведения на страницах прессы Украины, издаваемой на болгарском языке. В 1936 году вышел первый его рассказ — «Мост». В 1938 году он издал на сборник рассказов «Разлив». В следующем году написал пьесу «Бановите дворища», поставленную Болгарским государственным театром в Одессе. Хаджийский сопровождал театр во время турне по болгарским сёлам УССР, а летом 1940 года гастролировал по присоединённой к СССР Бессарабии. В 1940 году издал в Киеве сборник рассказов «Нощите край Лозоватка», в 1941 году — книгу репортажей «Из Бесарабия».
Переехав в Болгарию, Мишо Хаджийский публиковался в журналах «Днес», «Просвета», «Зора», «Отец Пайсий» и др. Критики оценили его как многообещающего автора. В 1943 году вышла его первая книга в Болгарии — «Пуста чужда чужбина» (сборник рассказов, посвящённый Ангелу Каралийчеву). В том же году издал вторую книгу — «Българи в Таврия», заявив себя как краевед и историк. В его архиве сохранились части подготовленной им книги «Стара Таврия» и черновики двух романов. Основные темы творчества Мишо Хаджийского — переселение болгар в Таврию в 1861—1862 годах, их жизнь на новой родине, всевозможные исторические превратности.